# 王三錫 (嘉靖癸丑進士)
王三錫（1524年—？），字懷國，一字汝命，號介湖，浙江嘉興府嘉興縣人，明朝政治人物。

## 生平
治《易經》，由國子生中式浙江鄉試第八十三名舉人，會試中式第二百五十三名。嘉靖三十二年（1553年）中式癸丑科第三甲第十六名進士。刑部观政，授直隶保定府推官，丁父憂歸，起复补苏州府，止。在王家兜建造别业（别墅），称“宜晚园”，建有来青堂、听玉楼等亭台楼阁，并凿有幽芳池。后移居桐乡，宜晚园久废为墓田。

## 家族
曾祖王敏，通判；祖王璇；父王綬；母潘氏。具慶下，妻宗氏，行一，弟三接；三聘；三顧。